# Saint-Martin-d’Arc
Saint-Martin-d’Arc település Franciaországban, Savoie megyében. Lakosainak száma 302 fő (2022. január 1.). Saint-Martin-d’Arc Saint-Martin-de-la-Porte, Saint-Michel-de-Maurienne, Valloire és Valmeinier községekkel határos.

## Népesség
A település népessége az elmúlt években az alábbi módon változott:
| Lakosok száma | 349  | 359  | 366  | 361  | 344  | 327  | 310  | 305  | 302  |
|               | 2013 | 2015 | 2016 | 2017 | 2018 | 2019 | 2020 | 2021 | 2022 |